# Lumene
Lumene è un'azienda finlandese che opera nel settore della cosmetica e bellezza. È stata fondata nel 1948. La sua sede si trova a Espoo ed è il primo produttore di cosmetici in Finlandia. Lumene è specializzata nei prodotti piuttosto naturali, spesso con ingredienti raccolti a mano. Il suo nome è derivato dal lago Lummenne situato nei boschi di Tavastia. Comunque, l'acqua utilizzata nella produzione non è catturata dal lago Lummenne, invece viene raccolta da una fonte in Lapponia.